# مايا (مغني)
مايا (باليابانية: maya) هو مغني ياباني، ولد في 30 يوليو 1979.